# 豐田擴散法
丰田扩散法，亦稱热反应析出扩散，按英文Toyota diffusion又作TD处理，是日本丰田中央研究所于1968年发明的一种表面强化方法。其原理是在高温盐浴下，工件的C原子析出与盐浴里的V相结合，在工件表面形成5～20um的VC化合物，该化合物硬度可达到2800HV以上。该覆层可以解决模具与工件或工件与工件接触引起的磨损、拉伤等问题。